# Le Parcq
Le Parcq ist eine französische Gemeinde mit 717 Einwohnern (Stand: 1. Januar 2022) im Département Pas-de-Calais in der Region Hauts-de-France. Sie gehört zum Arrondissement Montreuil und ist Mitglied im Gemeindeverband Communauté de communes des 7 Vallées. Die Einwohner werden Parcquois und Parcquoises genannt.

## Geographie
Le Parcq liegt zwischen Arras und dem Ärmelkanal in der historischen Provinz Artois am Ternoise. Umgeben wird Le Parcq von den Nachbargemeinden Wamin im Norden und Nordwesten, Auchy-lès-Hesdin im Norden und Nordosten, Vieil-Hesdin im Süden und Osten, Saint-Georges im Süden und Südwesten, Grigny im Westen sowie Hesdin-la-Forêt im Westen und Nordwesten.
Durch die Gemeinde verläuft die frühere Route nationale 39 (heutige D939).

## Bevölkerungsentwicklung
| 1962                      | 1968 | 1975 | 1982 | 1990 | 1999 | 2006 | 2013 |
| ------------------------- | ---- | ---- | ---- | ---- | ---- | ---- | ---- |
| 649                       | 650  | 586  | 570  | 633  | 702  | 739  | 794  |
| Quelle: Cassini und INSEE |      |      |      |      |      |      |      |

## Sehenswürdigkeiten
- Kirche Saint-Nicolas, 1588 erbaut, seit 1926 Monument historique
- Kapelle Notre-Dame-de-Bon-Secours von 1871
- Kapelle Notre-Dame-du-Chêne
- Schloss Estruval

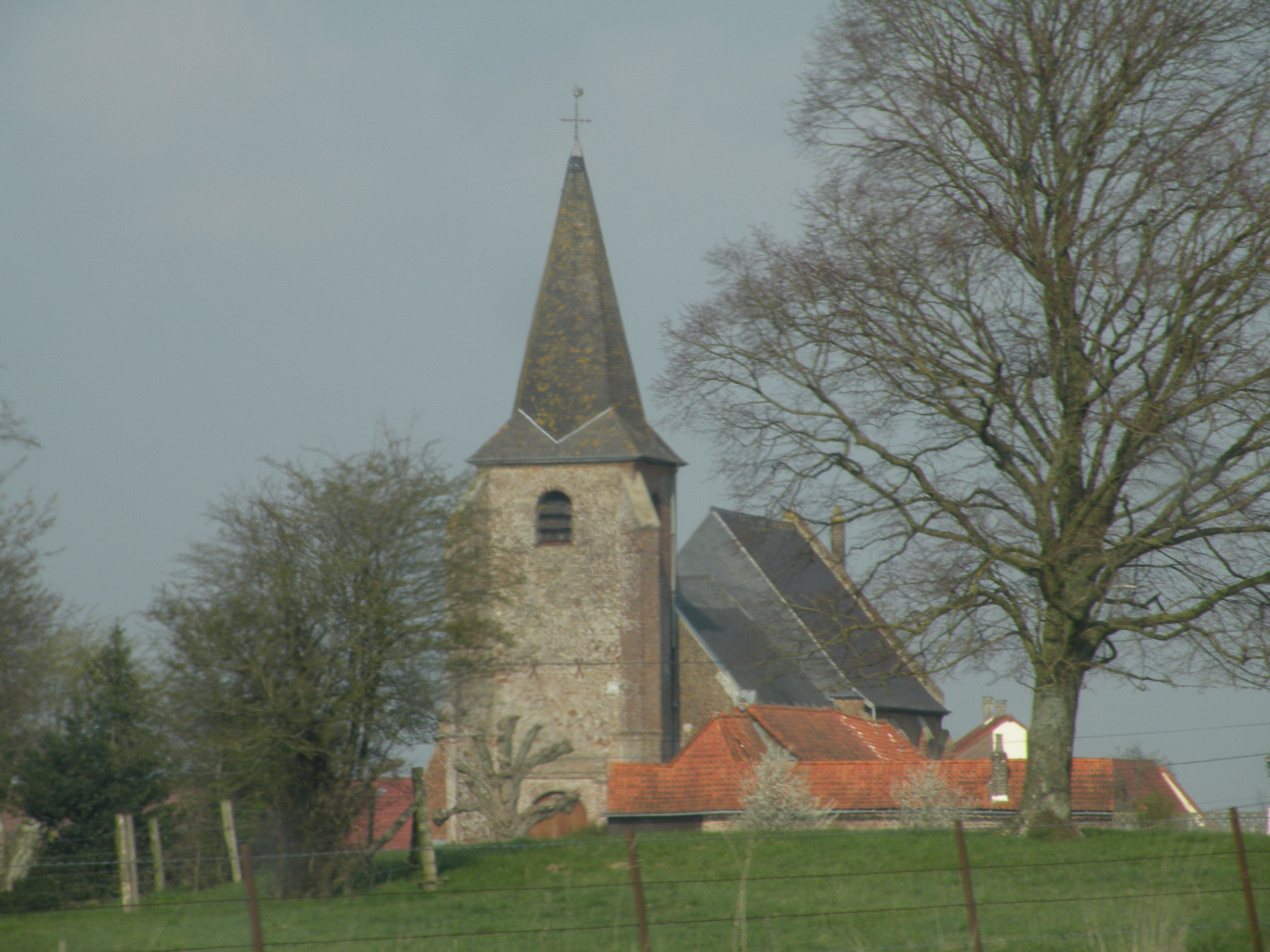
Kirche Saint-Nicolas
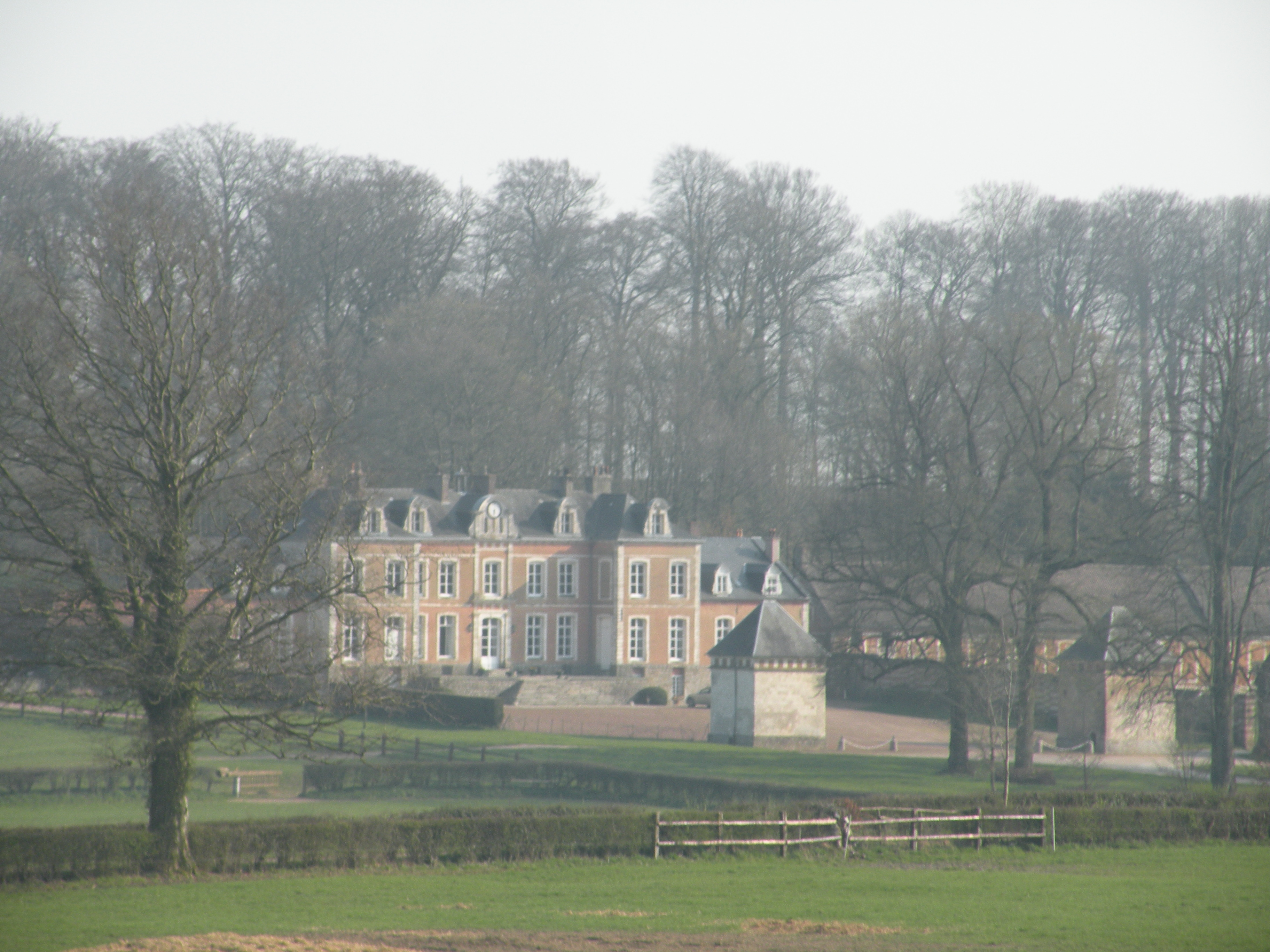
Schloss Estruval